# Blagodarni
Blagodarni (rus: Благода́рный) és una ciutat del krai de Stàvropol, a la Federació Russa. Està situada 150 km a l'est de Stàvropol. Té una població de vora 30.000 habitants. Antigament s'anomenava Blagodàrnoie.
Hi passa el riu Mókraia Buivolà, afluent del Kumà.

## Història
Es va fundar l'any 1782 amb el nom de Blagodàrnoie (Благода́рное). L'any 1971 va rebre l'estatus de ciutat.

## Estat administratiu i municipal
Dins del marc de divisions administratives, la ciutat de Blagodarni és la capital del Districte de Blagodarni (rus: Благода́рненский райо́н). Com a divisió municipal, la ciutat forma part de l'Assentament Urbà de Blagodarni.